# Tashiro Tsuramoto
Tashiro Tsuramoto var en samurai, der nedskrev Hagakure efter diktat fra Yamamoto Tsunetomo.
Yamamoto Tsunetomo (1659-1719) var samurai hos Daimyo Nabeshima Mitsushige indtil dennes død i 1700. I skuffelse over ikke at måtte begå seppuku (rituelt selvmord) og over Mitsushiges efterfølger valgte Tsunetomo at blive Buddhistisk præst. I 1710 begyndte en ung samurai Tashiro Tsuramoto at besøge Tsunetomo og nedskrive hans udtalelser, som i 1716 blev samlet i bogen Hagakure.